# John Partridge (astrólogo)
John Partridge (1644 - 1714) fue un astrólogo inglés, autor de varios libros de astrología y almanaques. Pese a nacer en pobreza, empezando trabajando como zapatero en 1680. Después de lograr aprender latín, griego, hebreo y astrología, se unió a la Universidad de Leyden, Holanda. Se graduó en medicina y en 1682 se auto-definía como "médico de su Majestad". Aunque teóricamente trabajaba en la corte, aparentemente nunca trabajó realmente allí ni consiguió ningún salario.
Partridge trabajó para reformar la astrología. Su intento de reforma se basaba en eliminar los elementos de la tradición arábiga y una vuelta a la tradición de Ptolomeo.
Partridge se identifica con el partido Whig, de la época. Fue exiliado a Holanda durante el reinado de Jacobo II de Inglaterra. También tuvo fuertes discusiones públicas con su antiguo mentor de astrología John Gadbury, el cual se convirtió al catolicismo.

## Bulo de Isaac Bickerstaff
En la edición de 1708 de su almanaque, se refirió sarcásticamente a la Iglesia de Inglaterra como "La Iglesia infalible" lo que atrajo la atención del clérigo Jonathan Swift.
Jonathan Swift creó un personaje falso, Isaac Bickerstaff, y publicó bajo ese seudónimo su famoso: “Predictions for the Year 1708″: “…yo pronostico solemnemente que ese vulgar escritor de almanaques llamado Partridge, cuyas predicciones son siempre vagas, imprecisas y erróneas, morirá exactamente el 29 de marzo”
Partridge respondió con una carta asegurando que ese Isaac Bickerstaff no era más que un astrólogo de poca monta deseoso de fama. El día 30, Swift publicó otra carta anónima, en el que el supuesto autor relata que Partridge había enfermado cuatro días antes y que había fallecido en su residencia a las 7:05pm del día 29 de marzo. La carta fue publicada por otros escritores y periódicos que creyeron la carta.
John Partridge se apresuró a desmentir por carta la mentira. Pero fue inútil: El nombre de John Partridge fue retirado del registro oficial, con lo que oficialmente se le consideraba como muerto, y todo el mundo creyó que realmente había muerto, incluyendo a muchos fanes que se agruparon a la puerta de su casa para una vigilia, y hasta enterradores que se acercaron para hacerse cargo de las pompas fúnebres del famoso astrólogo.
A partir de ese momento la carrera de John Partridge cayó en picado, y tuvo que dejar de publicar su almanaque por caída de ventas. Sus detractores, muchos debido a su poca popularidad entre seguidores de la Iglesia, aquellos cuya muerte había predicho, anti-whigs y aquellos que pensaban que la astrología era todo mentira, continuaron con el bulo mucho después por venganza.
Swift usó el seudónimo de Bickerstaff por última vez en 1709 con “Una reivindicación de Isaac Bickerstaff”. En ella daba pruebas para demostrar que Partridge realmente había muerto. Entre ellas, que era “…imposible que ningún hombre vivo pudiera haber escrito tanta bazofia“.

## Libros
Mikropanastron: Horary, Electional & Natal Astrology - 1679
- Datos: Q523199
- Multimedia: John Partridge (astrologer) / Q523199